# Ichneumon pallescens
Ichneumon pallescens är en stekelart som beskrevs av Gmelin 1790. Ichneumon pallescens ingår i släktet Ichneumon och familjen brokparasitsteklar. Inga underarter finns listade i Catalogue of Life.